# Helmut Huchzermeyer
Helmut Huchzermeyer (* 28. Dezember 1904 in Klaswipper; † 1. März 1984 in Minden) war ein deutscher Altphilologe, Musikwissenschaftler und Komponist.

## Jugend und Ausbildung
Helmut Huchzermeyer wurde in Klaswipper, heute Teil der Stadt Wipperfürth im Oberbergischen Kreis im Regierungsbezirk Köln, als Sohn des evangelisch-lutherischen Pfarrers Carl Huchzermeyer (1858–1929) geboren. Die Schulausbildung erfolgte am Städtischen Gymnasium in Wipperfürth bis zum Abitur 1924. Während der gesamten Schulzeit erhielt er eine gediegene Ausbildung im Orgel-, Klavier- und Geigenspiel sowie in den theoretischen Fächern (eingeschlossen die Kompositionslehre) bei den Seminarmusiklehrern Georg Beringer und Alfons Schmetz am Lehrerseminar in Wipperfürth. Er absolvierte bis 1929 ein Lehramtsstudium mit den Fächern Latein, Griechisch und ev. Religionslehre an den Universitäten Köln, Marburg und Münster. Gleichzeitig studierte er Musikwissenschaft bei Ernst Bücken (Köln), Hermann Stephani (Marburg) und Fritz Volbach (Münster). Letzterer, aus Wipperfürth stammend, wurde sein spezieller Mentor. 1930 wurde Helmut Huchzermeyer in Münster mit einem Thema zur altgriechischen Musik „Aulos und Kithara in der griechischen Musik bis zum Ausgang der klassischen Zeit“ (gedruckt 1931) zum Dr. phil. promoviert. Diese Arbeit gilt als Standardwerk und ist auch heute nur in wenigen Punkten überholt.

## Beruflicher Werdegang und Tätigkeiten
Nach Referendar- und Assessor-Tätigkeit an verschiedenen Gymnasien ergab sich 1933 das Problem, dass kein Bedarf an Gymnasiallehrern (speziell an Altphilologen) bestand. Nur durch die ausschließliche Tätigkeit als Musikerzieher, zuletzt an der Oberschule für Mädchen in Osnabrück, erhielt Helmut Huchzermeyer eine Etatstelle als Studienrat. Von 1940 bis 1946 war er Soldat bzw. in englischer Gefangenschaft. Ab 1948 widmete er sich als Studienrat am Stiftischen Humanistischen Gymnasium in Mönchengladbach, einer Jungenschule, bevorzugt den alten Sprachen. 1951 wurde er zum Oberstudienrat ernannt und ihm die Leitung des Studienseminars übertragen. Er erteilte jetzt keinen Musikunterricht mehr, stellte jedoch ein bisher fehlendes ansehnliches Schulorchester zusammen, das er bis 1960 leitete und das zu festlichen Anlässen und mit eigenen Konzerten regelmäßig auftrat. Gleichzeitig gründete er einen Bläserkreis. In den Anfangsjahren in Mönchengladbach kam es zur erneuten Beschäftigung mit altgriechischer Musik. Ein Ergebnis war die Vertonung der Antigone von Sophokles für Chor (in der Ursprache), Sprecher und großes Orchester. Anlass war die Feier zum 75-jährigen Bestehen des Stiftischen Gymnasiums als Vollanstalt im Jahre 1952. 1967 trat Helmut Huchzermeyer in den Ruhestand. Das kompositorische Schaffen, erste Kompositionsversuche unternahm er als Zehnjähriger, umfasst über 61 Werke verschiedener Gattungen. Geistliche Kompositionen machen etwa ein Drittel des Gesamtwerkes aus. Helmut Huchzermeyer war seit 1935 mit Charlotte geborene Rüther (1915–1993) verheiratet. Das Paar hatte zwei Kinder, ein Sohn ist der Internist und Musikwissenschaftler Hans Huchzermeyer. Huchzermeyer ist in Klaswipper begraben.

## Kompositionen (Auswahl)
I. Vokalmusik
Lieder für eine Singstimme und Klavier
- Sieben Ludwig-Uhland-Lieder (1928–1932)
- Fünf Lieder (1928–1947)
- „Frau Maria wiegt ihr Jesuskind“. Vier Lieder zur Weihnacht (1946)
- Sechs Theodor-Storm-Lieder (1946) (gedruckt im Musikverlag Theo Kunz, Düsseldorf, ca. 1950)
- Vier Hermann-Löns-Lieder (1930–1976)

Chorwerke
- Drei Nikolaus-Lenau-Lieder für vierstimmigen Chor (1921)
- Weihnachtsoratorium für Solostimmen, Chor und Orchester (1921/22)
- Vier geistliche Lieder für dreistimmigen Frauenchor (1923/24)
- „Singet Gott, lobsinget seinen Namen“. 13 Lieder für dreistimmigen Frauenchor (1922–1930)
- Drei geistliche Chorlieder für gemischten Chor (1925–1928)
- Choralkantate „Wir preisen Dich, o Herr und Gott“ für vierstimmigen gemischten Chor, Bariton-Solo und sechs Blechbläser (3 Trompeten, 3 Posaunen) (1968)
- „Ich hebe meine Augen auf“, Psalm 121, 1–4 für vierstimmigen gemischten Chor und Orgel (1971)

II. Instrumentalmusik
Klavier- und Orgelmusik
- Drei kleine Charakterstücke für Orgel (1926)
- Drei Stücke für Orgel (1945/47)
- Toccata d-Moll für Orgel (1965)
- Einleitung, Variationen und Fuge über „Lobe den Herren“ für Orgel (1969)
- Neun Klavierstücke (1977–1980)

Musik für Blockflöte
- Volksliedvariationen für zwei Sopran- und eine Altblockflöte (1971/72)
- Festliches Vorspiel für zwei Sopran-, eine Alt- und eine Tenorblockflöte (1973)
- Musik zur Weihnacht für zwei Altblockflöten und Klavier (Cembalo, Orgel) (1973/75)
- Zwei Stücke für Sopranblockflöte und Klavier (1975/76)
- Drei Stücke für Sopran-, Altblockflöte und Klavier (1976)

Musik für Blechbläser
- Weihnachts-Ouvertüre für zwei Flügelhörner, zwei Trompeten, zwei Althörner, drei Tenorhörner, zwei Posaunen und Tuba (1941)
- Musik für Blechbläser (zwei Trompeten in B, zwei Hörner in F, Posaune und Tuba) (1957)
- Zwei Stücke für Blechbläser (1966/67). Gedruckt in: Aulos. Werkreihe für Blasmusik. Möseler Verlag, Wolfenbüttel (1970)
- Festliche Bläsermusik: Bläsermusik über „Die güldne Sonne“ (1967), Intrade – Hymnus – Festliche Musik (1969) für drei Trompeten in B und zwei Posaunen, Festmusik über „Nun danket alle Gott“ (1969) für drei Trompeten in B und drei Posaunen
- Variationswerke für Blechbläser: Variationen und Fuge über „Wer nur den lieben Gott läßt walten“ (1969), Variationen über  „Wohlan, die Zeit ist kommen“ (1970) für zwei Trompeten in B und zwei Tenorposaunen
- Sechs Bläsermusiken über Lieder zu Advent und Weihnacht für zwei Trompeten und eine Posaune (1970)

Kammermusik in verschiedener Besetzung
- Volkstümliche Suite für kleines Orchester (1938)
- Weihnachtsmusik über den Quempas für Flöte, zwei Violinen und Violoncello (oder Horn in F) (1945)
- Hirtenmusik (1945) und Menuett im alten Stil (1946) für Flöte und zwei Violinen
- „Nun danket alle Gott“. Feiermusik für Flöte, zwei Violinen, Violoncello oder Corno, Trompete und Posaune (1946)
- „Wer nur den lieben Gott läßt walten“. Variationen und Fuge für zwei Violinen, Viola und Violoncello (1946)
- Heitere Suite zum Spielen und Singen für kleines Orchester (1953)
- Trio g-Moll für Violine, Violoncello und Klavier (1955)
- Fantasie für Violoncello und Klavier (1960)
- Quartett c-Moll für Violine, Viola, Violoncello und Klavier (1966/67)
- Drei Stücke für Violine und Klavier: „Ständchen“ (1934), „Capriccio“ (1973) und „Ballade“ (1929, überarbeitet 1977)
- Sechs Variationen über „Happy birthday to you“ für zwei Violinen, Viola und Violoncello (1978)

III. Orchesterwerke
- Frühlingssymphonie D-Dur (1925–1928)
- Lustspiel-Ouvertüre für großes Orchester (1938)
- Symphonische Suite (1942–1944) (1. Satz nicht abgeschlossen)
- Triptychon Hellenikon für großes Orchester (1952)
- Concertino für Violoncello und Orchester a-Moll (1958)
- Konzert für Oboe und Streichorchester (1959/75)

IV. Bühnenwerk
- Antigone (Sophokles) für Chor (griechische Sprache), Sprecher (deutsche Sprache) und großes Orchester (1951/52)

## Publikationen
- Aulos und Kithara in der griechischen Musik bis zum Ausgang der klassischen Zeit (nach den literarischen Quellen). Emsdetten (Westf.) 1931.
- Die Bedeutung und Stellung der Musik in der griechischen Tragödie. In: Festschrift 75 Jahre Stiftisches Humanistisches Gymnasium M. Gladbach. Mönchengladbach 1952, S. 63–71.
- Zur Aufführung antiker Tragödien auf der modernen Bühne. In: Neue Zeitschrift für Musik. Band 123, 1962, S. 492–497.
- mit Hans Huchzermeyer: Die Bedeutung des Rhythmus in der Musiktherapie der Griechen von der Frühzeit bis zum Beginn des Hellenismus. In: Sudhoffs Archiv. Zeitschrift für Wissenschaftsgeschichte. Band 58, 1974, S. 113–148.
- Luther und die Musik. In: Luther. Zeitschrift der Luther-Gesellschaft. Band 39, 1968, S. 14–25.
- Musikalische Werke. Altgriechische Musik, hrsg. von Hans Huchzermeyer, im Huchzen Verlag, Minden 2000, ISBN 3-00-005972-5 (enthält Abhandlungen zur altgriechischen Musik, eine Vertonung der Antigone des Sophokles sowie Lebensabriß und Werkverzeichnis von Helmut Huchzermeyer, Inhaltsverzeichnis).
- Hans Huchzermeyer: Sechs Komponisten der ersten Hälfte des 20. Jahrhunderts im Portrait. Wilhelm Meyer-Stolzenau – Theodor Meyer-Steineg – Günter Plappert – Franz Hofmann – Willy Mewes – Helmut Huchzermeyer. Minden 2017, ISBN 978-3-00-053511-6.